# Blacker Bombard
Pour les articles homonymes, voir Bombard.
Le Blacker Bombard, également connu sous le nom de mortier Spigot 29 mm, était une arme d'infanterie anti-char conçue par le lieutenant-colonel Stewart Blacker dans les premières années de la Seconde Guerre mondiale.

## Développement
Avec la fin de la bataille de France et l'évacuation du Corps expéditionnaire britannique à partir du port de Dunkerque entre le 26 mai et le 4 juin 1940, une invasion allemande de la Grande-Bretagne semblait probable. Toutefois, l'armée de terre britannique n'était pas bien équipée pour défendre le pays dans une telle éventualité ; dans les semaines suivant l'évacuation de Dunkerque, elle ne pouvait aligner que vingt-sept divisions. L'Armée de terre manquait particulièrement de canons anti-chars, 840 avaient été laissés en France et seulement 167 étaient disponibles en Grande-Bretagne ; les munitions était si rares pour les canons restants qu'il était interdit de tirer un seul obus pour l'entrainement.
Compte tenu de ces lacunes, les armes modernes disponibles furent allouées à l'armée de terre britannique, et la Home Guard fut obligée de compléter sa faible dotation d'armes anti-chars obsolètes avec des armes improvisées. L'une d'entre elles était le Blacker Bombard, conçu par le lieutenant-colonel Stewart Blacker, dont les origines remontaient aux années 1930. Au début des années 1930, Blacker commença à s'intéresser à la notion de mortier spigot. Contrairement aux mortiers classiques, le mortier spigot ne possédait pas un canon, mais une tige d'acier appelé « spigot » fixée à un socle ; l'obus avait une charge propulsive à l'intérieur de sa queue. Pour faire feu, l'obus était poussé vers le bas sur la broche, qui faisait exploser la charge propulsive et propulsait l'obus dans les airs.
Blacker commença à expérimenter le concept dans l'espoir de créer un mortier de peloton qui devait être plus léger que celui utilisé par l'armée de terre britannique à l'époque. Ainsi est apparu l'Arbalest, qu'il présenta à l'armée, mais qui fut rejeté pour un modèle espagnol. Sans se laisser décourager par ce rejet, Blacker retourna à ses études et eut l'idée d'une arme anti-char. Il fut initialement entravé dans ses tentatives pour concevoir une arme anti-char parce que la conception spigot ne parvenait pas à générer de la vitesse initiale nécessaire pour pénétrer les blindages. Cependant, il réussit finalement à créer un mortier anti-char, qu'il nomma Bombard Blacker.
Lorsque la Seconde Guerre mondiale débuta, Blacker était un lieutenant-colonel dans l'armée territoriale. Il avait proposé son Bombard au War Office pendant deux ans, sans succès, mais fut affacté au ministère de la recherche du renseignement militaire (Military Intelligence Research - MIRc) plus tard connu sous le sigle MD1, qui lui avait donné la tâche de développer et de fournir des armes pour des groupes de guérilla et de résistance en Europe occupée. Blacker montra sa liste d'idées au chef du MD1, le major Millis Jefferis, qui fut intéressé par la conception du Bombard,. Il fit valoir qu'il pourrait servir dans un rôle anti-char et comme artillerie, et affirma qu'il aurait des propriétés anti-char similaires au canon anti-char de 2 livres couplé à la portée du mortier de 3 pouces. Des objections furent soulevées par le directeur de l'artillerie et d'autres fonctionnaires du gouvernement, mais le 18 août 1940, le Premier ministre, Winston Churchill, assista à une démonstration de l'arme. Churchill apprécia l'arme et ordonna sa mise en production. Elle servirait comme une arme anti-char temporaire pour la Home Guard jusqu'à ce que plus de canons de 2 livres puissent être mis à leur disposition.
Il fut décidé par le quartier général de la Home Forces que les Bombard auraient un rôle anti-char et seraient utilisés aussi bien par les forces régulières, que par la Home Guard. Le général Alan Brooke avait des doutes sur l'efficacité de l'arme, mais pensait que sa simplicité lui permettrait d'être utilisée par les jeunes soldats. Dans la région du commandement du sud (Southern Command), 14 000 furent commandés pour une utilisation par les forces de cette région. Vingt-quatre furent livrés aux régiments anti-chars, douze aux troupes affectées à la défense des aérodromes, et huit par brigade et deux pour chaque compagnie de la Home Guard. Toutefois, le personnel de la RAF n'avait pas l'autorisation d'utiliser ces armes, une restriction qui fut étendue au Royal Air Force Regiment à sa création en 1942.

## Conception

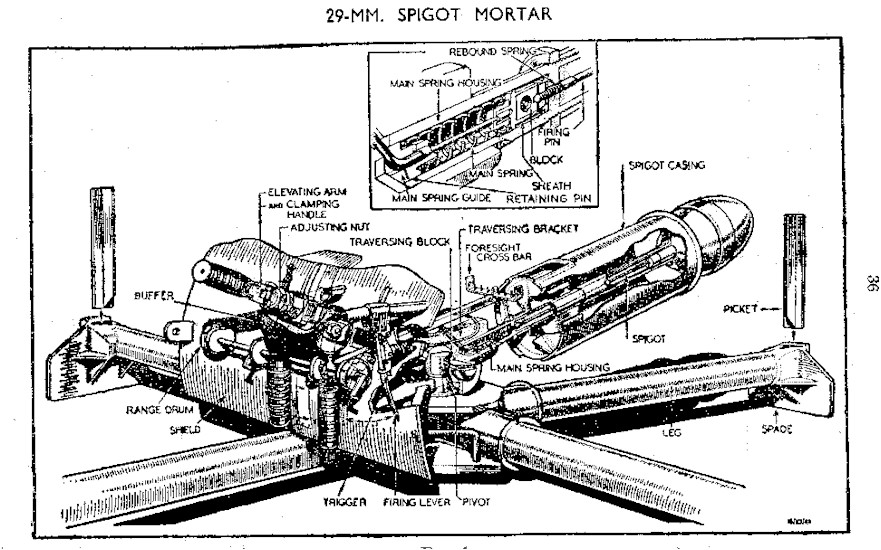
Ecorché du Blacker Bombard

Le Bombard était un mortier de type spigot de calibre 29 mm, pesant entre 51 et 163 kg, placé sur un pivot. Il était en mesure de tirer une bombe explosive de 20 livres à une distance de 100 mètres. Quand la bombe explosait, elle était capable d'infliger des dégâts importants à un char, mais il était peu probable qu'elle perce le blindage d'un véhicule car le projectile n'avait pas une vitesse initiale suffisante. Il était servi par un équipage de trois à cinq hommes. Le Bombard était considéré comme plus efficace à courte portée, des objectifs furent engagés avec un « succès considérable » à une distance s'échelonnant entre 75-100 mètres. C'était une arme à chargement par la bouche, par conséquent elle avait un faible cadence de tir, en moyenne entre six et douze tirs par minute, si bien qu'il était considéré comme essentiel que l'arme soit bien camouflée et qu'elle atteignent la cible dès le premier tir. Deux types de munitions étaient fournis pour l'arme — une bombe anti-char de 20 livres et une bombe anti-personnel plus légère de 14 livres. Chaque arme était livrée avec 150 munitions anti-chars et 100 anti-personnels. Des défauts sur les obus anti-char apparurent rapidement. Ils avaient des détonateurs insensibles, ce qui signifie qu'ils traversaient souvent une cible non blindée sans détoner, et quand ils explosaient des fragments étaient souvent projetés en direction des servants. Le Bombard était soit fixé sur une plate-forme en croix de grande taille ou sur un piédestal en béton ; dans les deux cas il devait être placé dans une position défensive, tels que sur des barrages routiers. Il semble qu'il y avait une préférence pour utiliser le Bombard principalement dans un rôle statique, avec des montures supplémentaires construites par le corps des Royal Engineers afin de faire feu depuis d'autres positions. Dans une position statique, l'arme était habituellement mis en place dans une dépression avec des casiers de munitions à proximité.

## Histoire opérationnelle

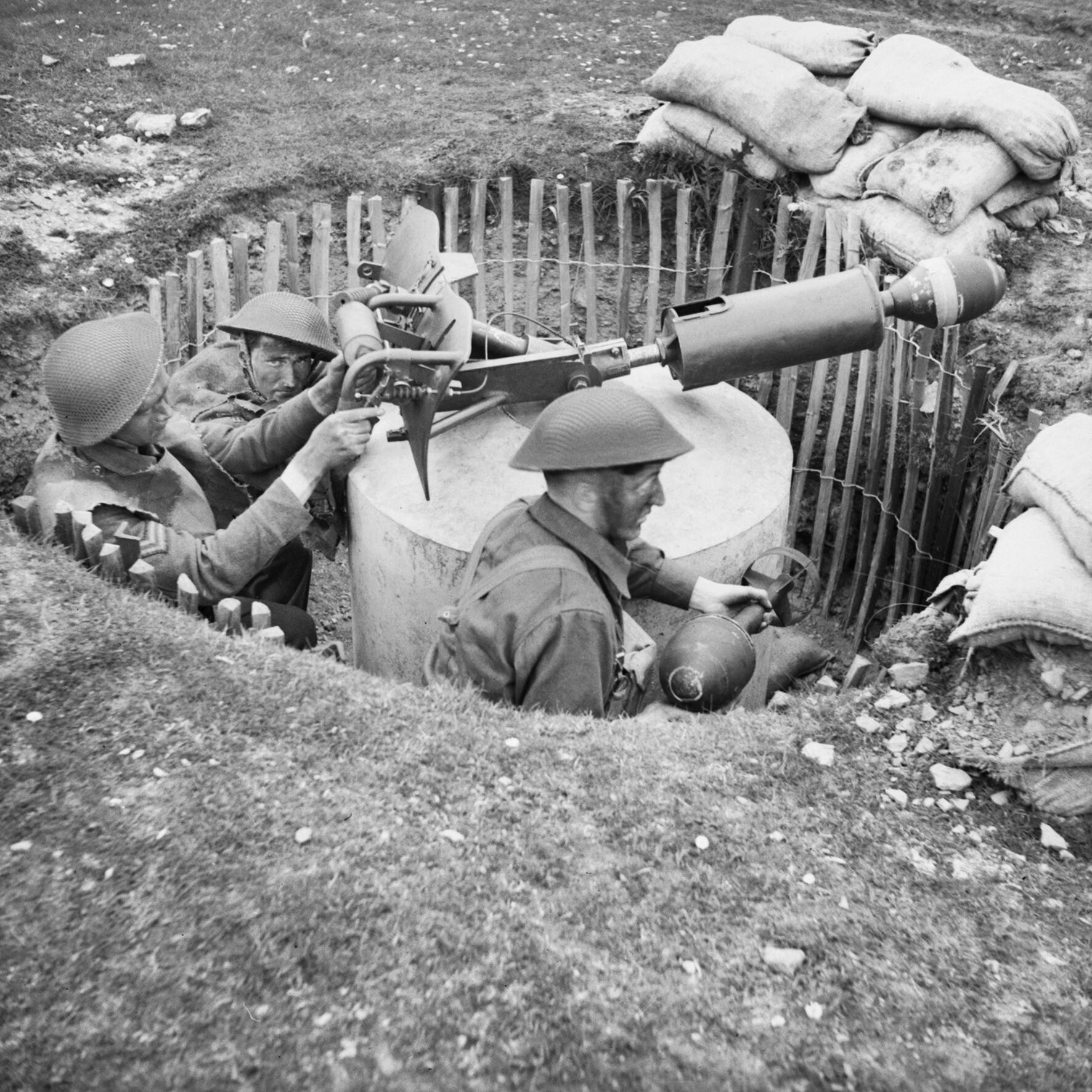
Des soldats de la Home Guard s'entrainant avec un Bombard monté sur une monture en béton (mai 1943)

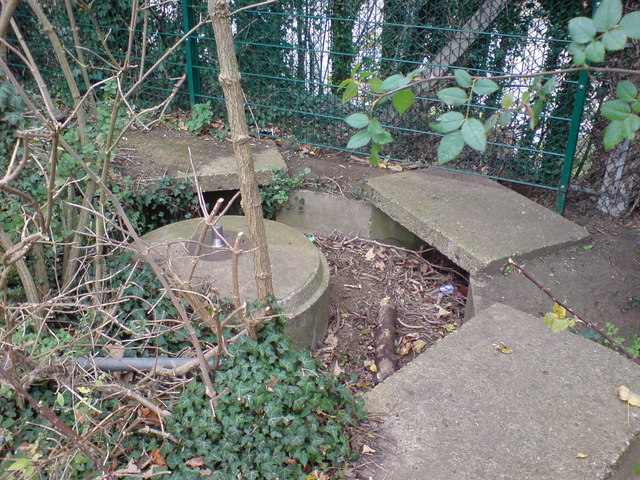
Un emplacement abandonné de Bombard, à Brompton dans le Kent (2007)

Le premier Blacker Bombard apparut à la fin 1941, et fut donné en dotation à la fois aux unités régulières et à des unités de la Home Guard. Dans le commandement du sud, plus aucun Blacker Bombard ne fut livré après juillet 1942. À ce moment, environ 22 000 Blacker Bombard avaient été produits et distribués à travers le pays. En novembre 1941, des inquiétudes étaient apparues sur la pertinence de l'arme et elle était impopulaire auprès d'un certain nombre d'unités, certains tentèrent de troquer leurs Blacker Bombard pour des pistolets mitrailleurs Thompson ou refusèrent de les utiliser. Cependant, Mackenzie cite[réf. incomplète] l'argument de l'historien du bataillon du département de l'approvisionnement de la Home Guard, qui déclara que le fait d'avoir été équipé de Blacker Bombards démontrait l'importance de la Home Guard pour le gouvernement.
Mackenzie soutint également que le Blacker Bombard avait eu un côté positif, car il avait non seulement équipé des personnels non armés de la Home Guard, mais avait été un succès sur le plan des relations publiques. Il semblerait qu'un certain nombre de Blacker Bombard furent utilisés au combat par l'armée de terre britannique, dans un rôle anti-personnel dans la guerre du désert, bien que son utilisation puissent avoir été limitée en raison de son poids. Un certain nombre de Blacker Bombard furent également modifiés pour la Royal Navy, et furent utilisés comme une arme anti-sous-marin connu comme le hérisson.
Un grand nombre de socles statiques, en béton, pour les Blacker Bombard furent coulés et un nombre important d'entre eux subsistent dans de nombreuses régions du Royaume-Uni. Le Defence of Britain Project, une enquête de terrain conduite à la fin des années 1990 sur les traces du paysage militaires du XXe siècle, par le Council for British Archaeology, recensa un total de 351 socles subsistants.

## Utilisateurs
Les utilisateurs du Blacker Bombard incluait:
- Royaume-Uni[1]
  -  Armée de terre britannique[1]
  -  Royal Navy (modifié en arme anti-sous-marine Hérisson)[7]